# 小山利彦
小山 利彦（こやま としひこ、1943年 - ）は、日本の国文学者。専門は王朝文学、『源氏物語』。博士（文学）（國學院大学・論文博士・1994年）（学位論文「源氏物語論 -聖空間の構造」）。
山形県出身。1968年、國學院大學文学部国文科卒業。1971年、成蹊高等学校教諭。1973年、國學院大學大学院文学研究科博士課程満期退学、昭和女子大学国文学科専任講師。1975年、同助教授。1979年、専修大学文学部助教授、1983年、同教授。
1994年「源氏物語論 -聖空間の構造」で、國學院大学より博士（文学）の学位を取得。

## 著書
- 『源氏物語を軸とした王朝文学世界の研究』桜楓社、1982
- 『源氏物語と風土 その文学世界に遊ぶ』武蔵野書院 武蔵野文庫、1987
- 『源氏物語宮廷行事の展開』桜楓社、1991
- 『源氏物語と皇権の風景』大修館書店、2010

### 共著
- 『源氏物語入門』野村精一、伊井春樹共著 桜楓社、1975
- 『国文学解釈と鑑賞別冊 源氏物語の鑑賞と基礎知識　薄雲・朝顔』編 至文堂、2004

### 校注
- 紫式部『玉鬘 初音』校注 新典社 影印校注古典叢書、1986
- 『長谷章久博士所蔵王朝文学叢書 1 宇都保俊蔭 全』鈴木重三、元吉進共編 翰林書房、1999
- 『長谷章久博士所蔵王朝文学叢書 (2) 伊勢物語』鈴木重三、元吉進共編 翰林書、1999